# Frische-Indikator
Frische-Indikatoren sind Indikatoren, die Auskunft über den momentanen Frischezustand eines Lebensmittelproduktes geben. Der Frischeverlauf wird dabei durch einen Farbverlauf angezeigt.

## Funktion
Das Prinzip dieser Farbindikatoren basiert auf einer direkten Interaktion zwischen Lebensmittel und Indikator. Die Veränderungen, die im Lebensmittel stattfinden und letztendlich den Frischezustand direkt beeinflussen, können u. a. durch mikrobiologisches Wachstum und Stoffwechselvorgänge hervorgerufen werden. Frische-Indikatoren beruhen in der Regel auf dem Nachweis solcher Stoffwechselprodukten wie z. B. Kohlendioxid, Schwefeldioxid, Ammoniak, Ethanol, Toxinen und organischen Säuren. Im Vergleich zu Zeit-Temperatur-Indikatoren, die indirekt die Frische eines Lebensmittels anzeigen, findet beim Frischeindikator eine direkte Reaktion zwischen dem Indikator und dem Lebensmittel bzw. flüchtiger Metaboliten, die während des Wachstums unerwünschter Mikroorganismen im Produkt auftreten können, statt.

## Nutzen
Der Einsatz von  solchen Indikatoren  zur Überwachung der Lebensmittelqualität bringt zahlreiche Vorteile: Lieferanten bietet sich die Möglichkeit, die Qualität des Produktes den jeweiligen Kunden direkt zu demonstrieren. In der Wareneingangskontrolle liefern die Indikatoren ergänzende Informationen, um die Frische und Qualität bzw. die noch verbleibende Haltbarkeit der angelieferten Ware anhand der Farbe des Indikators zu beurteilen. Hier können entsprechende Haltbarkeitsmodelle unterstützen. Dadurch kann das FIFO-Prinzip (First In, First Out) der Lagerhaltung durch das LSFO-Prinzip (Least Shelf Life, First out) abgelöst werden. Frischeindikatoren stellen weiterhin eine wertvolle Hilfe für den Verbraucher dar, um den Frischezustand des Produktes beurteilen zu können. Auch im Rahmen von HACCP-Konzepten können die Indikatoren als spezifisches Hilfsmittel zur Überwachung von bestimmten temperaturabhängigen Prozessen eingesetzt werden.